# 찰스 A. 윌로비
찰스 앤드루 윌로비(Charles Andrew Willoughby, 1892년 3월 8일 ~ 1972년 10월 25일)는 미국의 군인이다. 제2차 세계 대전과 한국 전쟁 시기에 미국 육군에서 더글러스 맥아더의 군사정보 참모장으로 있었다.
독일에서 미국으로 이민하여 1913년 게티즈버그 칼리지(Gettysburg College)를 졸업하였으며, 1916년 8월 아돌프 찰스 웨이든바크(Adolph Charles Weidenbach)로 미국 육군에 임관했다. 제1차 세계 대전에 미국 원정군으로 프랑스에서 제1보병사단, 육군항공지원대 교관 등으로 복무했다. 1918년 5월 워싱턴 D.C.로 옮겼으며 찰스 앤드루 윌로비로 개명했다.
전후 제24보병연대와 푸에르토리코 제65보병연대에서 중대장과 대대장을 지냈으며 주재무관으로 베네수엘라, 콜롬비아와 에콰도르에서 근무했다.
제2차 세계 대전 개전 후 맥아더의 미국 극동 육군에서 정보참모부장(assistant chief of staff for intelligence, G-2)으로 1941~1942년 필리핀 전역부터 참여했다. 1945년 8월 일본 제국 육군 참모차장 카와베 토라시로(河辺 虎四郎)를 필두로 한 대표단과 점령 세부사항에 대해 협상하였다.
윌로비는 연합군 최고사령부와 미국 극동사령부에서 맥아더의 정보참모로 계속 근무하였다. 한국 전쟁에서의 그의 역할은 개전과 중공군의 참전 예측 실패로 논쟁의 대상이 되었다. 윌로비는 또한 KLO 첩보부대 창설에 참여하였다.
1951년 4월 맥아더가 미국으로 소환되자 윌로비는 9월에 육군에서 은퇴하였다. 그 후 1961년까지 《포린 인텔리전스 다이제스트》(Foreign Intelligence Digest)의 편집장을 지냈으며, 태평양 전역에서의 맥아더의 역할에 대한 책을 썼다.